# Euphoresia jokoensis
Euphoresia jokoensis är en skalbaggsart som beskrevs av Moser 1913. Euphoresia jokoensis ingår i släktet Euphoresia och familjen Melolonthidae. Inga underarter finns listade i Catalogue of Life.